# 新雅馬路行車天橋
新雅馬路行車天橋（葡萄牙語：Viaduto na Estrada da Bela Vista），工程規劃及建設期間名稱為「新雅馬路與慕拉士大馬路連接通道」，為單向雙線行車的高架道路，同時設有行人通道方便行人前往螺絲山公園及新口岸水塘，項目於2012年底規劃並作公開展示；2013年7月中旬進行公開開標，建設工程於2014年1月展開，並於2015年6月12日10:00正式開通啟用。

## 沿革

### 規劃與招標過程
2012年11月11日，交通事務局表示，因應北區往返市中心及新口岸填海區交通壓力增大，特別是澳門大賽車舉行期間如漁翁街需臨時封閉，從而加劇北區的交通負荷。因此計劃興建一條在新雅馬路與慕拉士大馬路之間興建連接通道作紓緩交通壓力，同時於通道兩旁興建行人通道方便行人前往螺絲山公園及新口岸水塘。
2013年7月17日，土地工務運輸局就行車天橋工程進行公開開標，合共收到4份標書，預計在同年第四季動工，建議工程造價介乎1,900多萬澳門元至2,590多萬澳門元不等，工期最長為420天，大約可提供60個就業機會，並優先聘用本地工人。項目施工範圍位於新雅馬路與慕拉士大馬路近區神父街口旁連接的土地，土地上將建造一條長約110米、寬約8.5米的鋼筋混凝土結構雙線行車天橋。該行車天橋爬升高度為8.7米、坡度為8.95%，實施單向雙線行車，賽車期間臨時改為雙向雙線行車。天橋的一側並會設有約2至2.5米的行人道，方便行人往來。此外，還包括護欄、隔音屏、路面照明、周邊排水及道路重鋪工程。

### 動工興建
2014年1月，連接通道項目工程展開，當時正進行探土及圍板等前期工作，預計農曆年後開始鑽樁。
2014年3月26日，為配合連接通道項目工程，配合鑽樁、管線等遷移工序施工，介乎馬交石炮台馬路與亞馬喇馬路之間的一段新雅馬路臨時改為無出口道路，並禁止車輛停泊，為期70個工作日：而介乎鮑思高街與新雅馬路之間的一段亞馬喇馬路會臨時改作雙向通車。
2014年8月26日，工程連接處結構的完成，介乎馬交石炮台馬路與亞馬喇馬路之間的一段新雅馬路重新恢復通車，介乎鮑思高街與新雅馬路之間的一段亞馬喇馬路亦恢復原來的單向通車。
2015年4月下旬，土地工務運輸局表示，主體工程建設進入最後階段，爭取同年5月完成，而整項工程計劃在該年第三季竣工。

### 局部啟用
2015年5月，土地工務運輸局宣佈主體工程建設正進入最後階段，預計同年6月初開通，而靠近澳門日報大樓一側的行人通道率先開放，並計劃有關通道開通後將馬交石炮台馬路髮夾彎往漁翁街方向會改為單向行車，車輛只可由馬交石炮台馬路往漁翁街方向行駛，原來經慕拉士大馬路上行往髮夾彎的車輛，則改行新連接通道行駛。 

### 啟用及優化工作
2015年6月12日10:00，連接通道正式啟用，行車方向由慕拉士大馬路單向前往新雅馬路，並沿新雅馬路分別向亞馬喇馬路及馬交石斜坡兩個方向通行，避免集中單一方向行車形成局部堵塞。而馬交石炮台馬路髮夾彎則改單向下行往漁翁街方向行駛。巴士方面，2、2A、6A、18及18A路線往中區方向均取道該連接通道，並取消停靠“慕拉士／飛通大廈”站。
2015年11月25日，慕拉士大馬路與新雅馬路行車天橋交界實施臨時行車安排，即由慕拉士大馬路往漁翁街方向之來車禁止右轉上新雅馬路行車天橋，相關安排由僅於大賽車期間實施改為永久措施。2及6A路線往中區方向恢復停靠“慕拉士／飛通大廈”站。
2016年2月1日，靠近螺絲山一側的升降機啟用，同時作為該連接通道的一部分。

## 事故

### 消防雲梯車翻側事故
2022年1月4日傍晚6時許，一輛消防雲梯車於近澳門日報大樓翻側。事故造成天橋入口位置受損，一部行經此處的白色私家車受波及損毀輕微，事故中沒有人受傷。消防局表示，於晚上10時左右已扶正肇事雲梯車，於當晚10時左右扶正並拖離現場。
事故期間，一名澳門日報記者在現場採訪期間被治安警員多次驅趕離開。又指，過程中，該名交通警員要求記者出示證件，在記者向其出示由公司發出的工作證後，警員亦抄下了證件資料。隨後，該警員聲稱記者對其非法攝錄，一度指會拘捕記者，最後更強搶並壓下記者的攝錄工具。據澳門日報報道，已向當局反映事件，「當局對有警員阻礙記者正常採訪表示不能接受，會就事件展開調查」。治安警察局其後回應指，於警方工作期間，「一名男子曾於接近事發地點進行拍攝，為保障公眾安全及維持現場秩序，且需要預留工作空間，警員曾於現場勸喻該男子暫停拍攝並後退至安全位置，當中處理的行為欠妥。」又指，「警方一直尊重新聞自由，與傳媒保持良好合作關係，在不影響行動及保障現場安全秩序的前提下，會協調好傳媒的採訪工作。就是次事件，本局會對現場處理工作作出更明確指引，同時將作跟進調查違規情況」。
2022年1月5日凌晨時份，行車天橋恢復通車，同日時任土地工務運輸局局長陳寶霞回應指，局方人員已檢查了天橋的結構。天橋結構安全，只是有小小損毀，維修費用「有限」，已聯同相關部門維修。
2022年6月2日，消防局公佈事故調查結果，結論排除因車輛設計缺陷、機件故障及人為操作問題引致。調查結果又指，涉事車輛重心高，在經過「S型」連續彎路時重心會有一定變化，推斷車輛轉彎時的慣性力未完全消退，再加上新雅馬路路面不平整及有一條較長的凹凸縫，引致車輛行駛時顛簸，以及適逢路旁有工程，路面存有大小不同的沙石而降低車胎與地面的摩擦力，由於道路各種巧合因素同時疊加出現，導致車輛重心瞬間改變而翻側。因此，調查結果認定事故屬一次罕見且難以預料的意外事件。